# Ruta Nacional 319 (Japón)
La Ruta Nacional 319 (国道319号 Kokudō 319-gō?) es una ruta que comunica las ciudades de Sakaide (en la prefectura de Kagawa) y Shikokuchuo (en la prefectura de Ehime). 

## Detalles
- Distancia recorrida: 110,5 km
- Inicio de recorrido: Cruce Kawatsu (川津交差点 Kawatsu-kōsaten?), en la Ciudad de Sakaide (Prefectura de Kagawa).
- Fin de recorrido: Cruce Kaneko (金子交差点 Kaneko-kōsaten?), en la Ciudad de Shikokuchuo (Prefectura de Ehime).

## Historia
- 1970: el 1° de abril es reconocida como Ruta Nacional 319, el tramo que se extiende desde la Ciudad de Sakaide hasta el Pueblo de Kotohira (琴平町 Kotohira-chō?) del Distrito de Nakatado (仲多度郡 Nakatado-gun?), ambas localidades de la Prefectura de Kagawa.
  - el tramo que se extendía desde el distrito Konzojicho (金蔵寺町 Konzōjicho?) de la Ciudad de Zentsuji (善通寺市 Zentsūji-shi?) hasta su fin formaban parte, hasta el día anterior, de la Ruta Nacional 32 (国道32号 Kokudō 32-gō?).
  - por entonces pasaba por el Pueblo de Tadotsu (多度津町 Tadotsu-chō?).
- 1993: el 1° de abril incorpora el tramo que se extiende desde el Pueblo de Yamashiro (山城町 Yamashiro-chō?) (en la actualidad parte de la Ciudad de Miyohsi) de la Prefectura de Tokushima hasta la Ciudad de Iyomishima (en la actualidad parte de la Ciudad de Shikokuchuo) de la Prefectura de Ehime. Para completar el trayecto comparte el tramo que se extiende desde el Pueblo de Kotohira hasta el Pueblo de Yamashiro con la Ruta Nacional 32.

## Tramos compartidos
- Ruta Nacional 11: desde su inicio en el Cruce Kawatsu hasta el Cruce Haradanishi (原田西交差点 Haradanishi-kōsaten?). Razón por la cual esta última sería en realidad el punto de inicio de la Ruta Nacional 319.
- Ruta Nacional 32: desde el Cruce Kaitahigashi (買田東交差点 Kaitahigashi-kōsaten?) del Pueblo de Manno (まんのう町 Mannō-chō?) del Distrito de Nakatado de la Prefectura de Kagawa hasta el Cruce Kawaguchi (川口交差点 Kawaguchi-kōsaten?) de la Ciudad de Miyoshi de la Prefectura de Tokushima.
- Ruta Nacional 192: desde el distrito Ikawacho Nishiikawa (井川町西井川 Ikawachō Nishi'ikawa?) hasta el distrito Ikedacho Hakuchi (池田町白地 Ikedachō Hakuchi?) de la Ciudad de Miyoshi de la Prefectura de Tokushima.

## Localidades que atraviesa
- Prefectura de Kagawa
  - Ciudad de Sakaide
  - Pueblo de Utatsu (宇多津町 Utatsu-chō?) del Distrito de Ayauta (綾歌郡 Aya'uta-gun?)
  - Ciudad de Marugame (丸亀市 Marugame-shi?)
  - Ciudad de Zentsuji
  - Pueblo de Kotohira del Distrito de Nakatado
  - Pueblo de Manno del Distrito de Nakatado
  - Ciudad de Mitoyo (三豊市 Mitoyo-shi?)

- Prefectura de Tokushima
  - Ciudad de Miyoshi

- Prefectura de Ehime
  - Ciudad de Shikokuchuo

- Datos: Q8190527
- Multimedia: Route 319 (Japan) / Q8190527